# Prumna litoralis
Prumna litoralis är en insektsart som beskrevs av Yu S. Tarbinsky 1932. Prumna litoralis ingår i släktet Prumna och familjen gräshoppor. Inga underarter finns listade i Catalogue of Life.